# XLSmart

Logo LX Axiata

PT XLSmart Telecom Sejahtera Tbk (dawniej XL Axiata i Excelcomindo) – indonezyjski dostawca usług telefonii komórkowej.
Przedsiębiorstwo zostało założone w 1989 roku jako PT Grahametropolitan Lestari. Od 2009 r. funkcjonowało jako XL Axiata i należało do malezyjskiego koncernu telekomunikacyjnego Axiata Group. W 2025 r. doszło do fuzji XL Axiata, Smartfren i Smart Telecom.
Jest jednym z głównych operatorów telefonii komórkowej w Indonezji. W 2016 roku operator XL Axiata miał 41 mln abonentów.